# Oostenrijk op het Eurovisiesongfestival 1983
Oostenrijk nam deel aan het  Eurovisiesongfestival 1983, gehouden  in München, Duitsland. Het was de 22ste deelname van het land aan het festival.

## Selectieprocedure
De Oostenrijkse omroep koos ervoor om dit jaar opnieuw een nationale finale te organiseren om hun kandidaat aan te duiden voor het festival.
Aan deze finale deden 12 achts mee en de winnaar werd gekozen door een 328-koppige jury tussen 16 en 60 jaar.

| Volgorde | Artiest                | Lied                       | Punten | Plaats |
| -------- | ---------------------- | -------------------------- | ------ | ------ |
| 1        | Wallner & Licha        | " Bleib doch hier"         | 461    | 8      |
| 2        | Johannes Raimann       | "Summa is"                 | 193    | 12     |
| 3        | Andreas Wörz           | "Musik musik"              | 252    | 10     |
| 4        | Patrick Nes            | "Ein wort von dir"         | 625    | 5      |
| 5        | Westend                | "Hurrucan"                 | 1238   | 1      |
| 6        | E & G & ETW            | " Hallo welt"              | 572    | 6      |
| 7        | The Hornettes          | "Hello Mr Radio"           | 817    | 3      |
| 8        | Gary Lux               | "Bleib wie du bist"        | 647    | 4      |
| 9        | Ines Reiger & Do-Re-Mi | " Träume sind unser leben" | 559    | 7      |
| 10       | Manuela Leeb           | "Du bist mein talisman"    | 408    | 9      |
| 11       | The Duncan Sisters     | "Heute nacht wird gelacht" | 234    | 11     |
| 12       | Waterloo               | "Freiheit"                 | 1216   | 2      |

## In München
Op het festival in München moest Oostenrijk aantreden als 18de, na Portugal en voor België. Na het afsluiten van de stemmen bleek dat Oostenrijk op een 9de plaats was geëindigd met 53 punten.
Van Nederland kreeg het 4 punten, van België kreeg het 3 punten.

### Gekregen punten

#### Finale
| 12 punten           | 10 punten                                        | 8 punten                                | 7 punten | 6 punten     |
| ------------------- | ------------------------------------------------ | --------------------------------------- | -------- | ------------ |
|                     | - Turkije                                        |                                         |          | - Denemarken |
| 5 punten            | 4 punten                                         | 3 punten                                | 2 punten | 1 punt       |
| - Italië - Portugal | - Griekenland - Nederland - Joegoslavië - Zweden | - België - Cyprus - Verenigd Koninkrijk | - Israël |              |

### Punten gegeven door Oostenrijk

#### Finale
Punten gegeven in de finale:
| 12 punten | Israël              |
| 10 punten | Verenigd Koninkrijk |
| 8 punten  | Zweden              |
| 7 punten  | Duitsland           |
| 6 punten  | Zwitserland         |
| 5 punten  | Luxemburg           |
| 4 punten  | Nederland           |
| 3 punten  | Noorwegen           |
| 2 punten  | Finland             |
| 1 punt    | Joegoslavië         |

1957 · 1958 · 1959 · 1960 · 1961 · 1962 · 1963 · 1964 · 1965 · 1966 · 1967 · 1968 · 1969-1970 · 1971 · 1972 · 1973-1975 · 1976 · 1977 · 1978 · 1979 · 1980 · 1981 · 1982 · 1983 · 1984 · 1985 · 1986 · 1987 · 1988 · 1989 · 1990 · 1991 · 1992 · 1993 · 1994 · 1995 · 1996 · 1997 · 1998 · 1999 · 2000 · 2001 · 2002 · 2003 · 2004 · 2005 · 2006 · 2007 · 2008-2010 · 2011 · 2012 · 2013 · 2014 · 2015 · 2016 · 2017 · 2018 · 2019 · 2020 · 2021 · 2022 · 2023 · 2024 · 2025